# Scum of the Earth!
Scum of the Earth! (també coneguda com Sam Flynn) és una pel·lícula d'explotació estataunidenca de 1963 dirigida per Herschell Gordon Lewis i produït per David F. Friedman. Es considera la primera pel·lícula del gènere "roughie".

## Sinopsi
Una estudiant universitària innocent, Kim Sherwood (Downe), és induït a fer poses "glamour" per guanyar diners per la matrícula. Un cop ha fet aquest treball, els fotògrafs li fan xantatge perquè faci una posada cada cop més explícita. Segueixen diverses formes de violència sexual implícita fins que la noia és rescatada de la seva situació desesperada.

## Repartiment
- William Kerwin com a Harmon Johnson (com a Thomas Sweetwood)
- Allison Louise Downe com a Kim Sherwood (com a Vickie Miles)
- Lawrence J. Aberwood com a Lang (com a Lawrence Wood)
- Sandra Sinclair com a Sandy (com a Sandy Sinclair)
- Mal Arnold com a Larry
- Craig Maudslay Jr. com a Ajax
- Christy Foushee com a Marie (com a Toni Calvert)
- Doug Brennan com a Carl
- Christina Castel com a Cindy, la model
- Edward Mann com el Sr. Sherwood
- Lou Youngman com a Dave, punk
- William Caulder com a Joe, punk

## Producció
A la seva autobiografia, David F. Friedman va escriure que Scum of the Earth es va rodar en sis dies, només dues setmanes després que hagués acabat el rodatge de Blood Feast i es va rodar durant la major part del mateix a ubicacions de Miami i Miami Beach com a la pel·lícula anterior. Va ser filmada en blanc i negre no per estalviar diners, sinó per donar-li intencionadament un aspecte brut, "com una stag film de 16 mm antiga i ratllada". Friedman va tenir la idea de promocionar la pel·lícula una setmana abans de la seva projecció oferint al públic del teatre còmics de la història.

## Recepció crítica
Allmovie va escriure: "Involuntàriament divertida i mal fotografiada, aquesta pel·lícula sens dubte té els seus moments per als coneixedors del mal cinema, però els altres la trobaran toixa i avorrida."

## Disponibilitat
Something Weird Video va llançar Scum of the Earth en DVD amb The Defilers (1964) el 20 de febrer de 2001. It is also available on the Arrow Video Blu-ray release of Blood Feast (1963) as a special feature.